# Bataille de Froidfond
Guerre de Vendée
Batailles
La bataille de Froidfond se déroule le 27 février 1796 lors de la guerre de Vendée.

## Forces en présence
Du côté des républicains, l'adjudant-général Travot est à la tête de 600 cavaliers nantais, de chasseurs de Cassel et d'une compagnie de guides. Le général vendéen Charette a quant à lui à ses côtés 400 fantassins et 50 à 60 cavaliers,.

## Déroulement
Le 27 février 1796, Charette arrive à Froidfond à six heures du matin dans le but de former un rassemblement. Quatre heures plus tard, Travot arrive à sa suite. Les combats ont lieu à La Chauvière et à La Bironnière, à l'est du bourg. Dès le début de l'action, Charette s'enfuit à cheval avec quelques cavaliers,. La poursuite dure six heures. Ses chevaux étant épuisés, Travot est contraint d'abandonner dans les landes des Chauffetières.

## Pertes
D'après un rapport au Directoire exécutif du général Hoche, 65 Vendéens sont tués et Charette s'enfuit avec 12 à 15 cavaliers. L'historien Lionel Dumarcet évoque une soixantaine de fantassins fauchés.

## Conséquences
Après ce combat, Travot continue de traquer Charette dans la région. Il le retrouve le 8 mars à un lieu nommé La Grossetière, situé soit à Froidfond, soit à Saint-Christophe-du-Ligneron. Charette n'a alors que 15 à 30 hommes à pied avec lui, mais il parvient de nouveau à s'enfuir,.